# Camilo Ponce Enríquez
Camilo Ponce Enríquez (* 1. Januar 1912 in Quito; † 15. September 1976 ebenda) war ein ecuadorianischer Politiker. Von 1956 bis 1960 war er Präsident seines Landes. Er war die zentrale Figur bei der Gründung einer der wichtigsten Parteien des Landes, der Sozial-Christlichen Partei Ecuadors.

## Leben

### Herkunft und Ausbildung
Ponce stammte aus der großbürgerlichen Oberschicht der Hauptstadt Quito. Sein Großvater väterlicherseits, Camilo Ponce Ortiz (1829–1900), war Innenminister Ecuadors (1868), Vorsitzender des ecuadorianischen Senats (1887) und zweimaliger unterlegener Präsidentschaftskandidat der Konservativen Partei (1887, 1892) gewesen. Ponce Enríquez besuchte ein Jesuiten-Kolleg und studierte anschließend an der Universidad Central del Ecuador, wo er 1936 in Rechtswissenschaft promovierte. Anfang der 1940er Jahre unternahm er vertiefende Studien in Santiago de Chile. Er erwarb zudem einen weiteren Doktortitel in Rechtswissenschaft an der University of Southern California.

### Politische Laufbahn 1939–1956
In den 1940er Jahren gelangte er zu Beachtung in der nationalen Politik. Er war 1939 Mitbegründer des Frente Nacional (dt. Nationale Front), der sich für freie Wahlen und für José María Velasco Ibarra einsetzte. Als Mitglied der Allianza Democrática Ecuatoriana (dt. „Ecuadorianische Demokratische Allianz“) nahm er am Sturz des Präsidenten Carlos Alberto Arroyo del Río teil, der als Demokratische Volksrevolution in die Geschichte Ecuadors einging, die zweite (Übergangs-)Präsidentschaft José María Velasco Ibarras einleitete und zu freien Wahlen führte. Unter Velasco war Ponce von 1944 bis 1945 Außenminister Ecuadors.
1945 gründete er seine erste Partei, den Partido Demócrata Nacional (dt. „Nationaldemokratische Partei“) und als dessen Organ die Zeitung El Heraldo (dt. „Der Bote“). Später sollte er als Organe seiner politischen Vereinigungen und Parteien und infolge von Verboten seiner bestehenden Periodika weitere Zeitungen gründen.
Ponce wurde Mitglied und Vizepräsident der verfassunggebenden Versammlung von 1946. Während der kurzen Präsidentschaft von Mariano Suárez Veintimilla im September 1947 war er Minister für Öffentliche Bauten.
Nachdem seine nationaldemokratische Partei nur kurzlebig gewesen war, gründete Ponce 1951 gemeinsam mit anderen jungen Vertretern der Oberschicht von Quito eine neue Partei, das Movimiento Social Cristiano, das als Partido Social Cristiano (dt. Sozial-Christliche Partei) heute eine der einflussreichsten Parteien des Landes ist.
Während der meisten Zeit von Velasco Ibarras dritter Präsidentschaft (1952–1956) war er Innen- bzw. Regierungsminister.

### Präsidentschaft 1956–1960
Als Spitzenkandidat eines auch von Velasco unterstützten Bündnisses aus konservativen Parteien wurde Ponce im Anschluss an seine Zeit als Innenminister 1956 überraschend als erster Konservativer seit 64 Jahren zum Präsidenten gewählt. Ihm reichten 29 Prozent der Stimmen, um sich mit relativer Mehrheit gegen seine Gegenkandidaten, insbesondere den liberalen Hauptkandidaten Raúl Clemente Huerta, der nur knapp 3.000 Stimmen weniger als Ponce erhielt, und den Populisten Carlos Guevara (CFP), durchzusetzen.
Obwohl seine Gegner zunächst eine Rückkehr zum klerikal-konservativen diktatorischen Regierungsstil Gabriel García Morenos befürchteten, regierte Ponce äußerst moderat. Im Rückblick wurde seine Amtszeit von manchen gar als „beste liberale Regierung im 20. Jahrhundert“ (Jorge Salvador Lara), worin zum Ausdruck kommt, dass er kaum klassisch-konservative Politik machte. Dies lag auch an seinem knappen Wahlsieg und der starken Opposition im Parlament.
Seine Präsidentschaft ist vor allem durch die enorme öffentliche Bautätigkeit in Erinnerung geblieben, die auch als Vorbereitung zur letztlich abgesagten 11. Panamerikanischen Konferenz diente. Unter anderem wurde in der bedeutendsten Hafenstadt Guayaquil ein moderner Handelshafen südlich des alten Hafendammes errichtet, dazu der Flughafen von Guayaquil und das Sportstadion Estadio Modelo. Über die Planungsphase nicht hinaus kam seinerzeit die später errichtete Brücke der Nationalen Einheit, die Guayaquil mit Durán und damit mit der Straßenverbindung nach Quito verbindet. In Quito wurden ein neues Parlamentsgebäude, ein neues Flughafenterminal und Studentenwohnheime gebaut sowie der Präsidentensitz Carondelet-Palast, das Außenministerium und der Kapitelsaal des Augustiner-Konvents renoviert. Im ganzen Land wurden Straßen, Brücken, Schulen und Militärgebäude gebaut.
Mit diesen Baumaßnahmen, die mit einer im Vergleich mit früheren Regierungen außergewöhnlichen Effizienz ausgeführt wurden und als allgemein als Ausweis erfolgreicher Regierungstätigkeit galten, umging Ponce eine notwendige grundlegende Reform der Sozialstrukturen des Landes. Eine Agrarreform im Andenhochland unterblieb, in der Wirtschaftspolitik reagierte die Regierung nur zögerlich auf die sich nach dem Abschwächen des Bananenbooms abzeichnende Wirtschaftskrise.
Zu einer schweren Regierungskrise kam es im Mai und Juni 1959, als es zunächst zu öffentlichen Protesten in Portoviejo kam, in deren Verlauf ein Marine-Kapitän gelyncht wurde, nachdem ein Rekrut aufgrund von ihm zu verantwortender Misshandlungen Selbstmord begonnen hatte. Die Unruhen wurden vom Militär niedergeschlagen, hatten jedoch Studentenproteste in Guayaquil zur Folge, die Anfang Juni ebenfalls blutig niedergeschlagen wurden, was das Ansehen der Regierung stark sinken ließ.

### Erneute Kandidaturen und Rückzug aus der Politik
Ponce trat bei den Wahlen 1960 erneut an, unterlag aber Velasco Ibarra, der während der Präsidentschaft von seinem Unterstützer zu seinem Gegner geworden war und bald seine vierte Präsidentschaft antrat. Nach seiner Niederlage reiste Ponce nach Europa. Als Velasco Ibarra 1963 von Militärs abgesetzt wurde, übte Ponce aktive Opposition gegen die resultierende Militärdiktatur. Gemeinsam mit den Ex-Präsidenten Galo Plaza Lasso und Isidro Ayora unterstützte er die Ernennung von Clemente Yerovi zum Übergangspräsidenten nach der Militärdiktatur. 1968 kandidierte er selbst erneut um das Präsidentenamt, erhielt aber hinter Velasco Ibarra und Andrés Córdova (CFP) nur die drittmeisten Stimmen. Nach seiner erneuten Niederlage gegen Velasco Ibarra zog sich Ponce aus der Politik zurück. Als sich Velascos fünfte Präsidentschaft 1970 zur „zivilen Diktatur“ wandelte, wandte er sich ebenso gegen sie wie gegen die anschließende Militärdiktatur unter Rodríguez Lara.
Er starb 1976 in Quito. Er war mit der Kunstsammlerin Dolores Gangotena verheiratet und hatte fünf Kinder. Sein Sohn Camilo Enrique Ponce Gangotena war in den 1980er Jahren Vorsitzender des Partido Social Cristiano.
In der Provinz Azuay sind eine Stadt und der dazugehörige Kanton nach ihm benannt.

## Ehrungen
- 1958: Sonderstufe des Großkreuzes des Verdienstordens der Bundesrepublik Deutschland
- Der Flughafen Catamayo in der Provinz Loja trug ursprünglich den Namen Camilo Ponce Enríquez